# Batalha de Novi Pazar
A Batalha de Novi Pazar foi uma batalha travada entre novembro e dezembro de 1941 durante a Segunda Guerra Mundial, entre os Chetniks e as forças albanesas sob o comando do Eixo na cidade de Novi Pazar, Sandžak, no Reino da Iugoslávia ocupado pelos alemães. Apesar de lançar três ataques, os Chetniks não conseguiram capturar Novi Pazar.
Durante a Segunda Guerra Mundial, o território de Sandžak foi alvo de disputas territoriais entre a Alemanha, a Itália, bem como as populações muçulmanas e albanesas locais. Devido aos múltiplos grupos insurgentes, étnicos e religiosos na região, a perseguição e o genocídio dos sérvios, judeus e povos ciganos caracterizaram o conflito na Iugoslávia.

## Prelúdio

### Invasão do Eixo na Iugoslávia
A invasão da Iugoslávia pelo Eixo começou em 6 de abril de 1941 e, em poucos dias, foi conquistada pelas forças do Eixo. Em 17 de abril, as tropas alemãs, a 60ª Divisão de Infantaria e a 8ª Divisão Panzer, capturaram a cidade de Novi Pazar. A Iugoslávia foi então dividida entre as potências do Eixo. Em 23 de abril foi acordado que a cidade ficaria dentro da zona de ocupação alemã. 

### Revoltas em Montenegro e na Sérvia
A Revolta em Montenegro ocorreu em 13 de julho de 1941 e se espalhou pelas áreas de Sandžak. Para evitar que a revolta se espalhasse ainda mais, as forças italianas usaram várias unidades irregulares muçulmanas de Sandžak, Metohija e Kosovo para intimidar e expulsar os sérvios locais, que eram considerados apoiantes do movimento. Durante o mês, vários grupos se espalharam a desordem nas regiões vizinhas às cidades de Rožaje, Plav, Gusinje, Tutin e Pešter. 
A situação em Novi Pazar era delicada, pois os sérvios locais eram governados por governadores muçulmanos. No início de agosto de 1941, muitos sérvios começaram a resistir ao domínio muçulmano.  Em 27 de outubro, foi feito um acordo para dividir a região de Sandžak entre a Alemanha e a Itália. Contudo, Novi Pazar permaneceu sob controle alemão, juntamente com Mitrovica e pequena área do município de Sjenica, Duga Poljana. 
Muitos conflitos armados entre os chetniks e as forças albano-muçulmanas ocorreram durante o período entre outubro e dezembro de 1941, com uma frente sendo estabelecida entre Raška e Novi Pazar. Consequentemente, as aldeias civis foram frequentemente destruídas por ambos os lados.  Entre junho e dezembro de 1941, 60 sérvios foram mortos e outros 144 presos, e 2.016 casas sérvias e 776 casas muçulmanas foram destruídas em Novi Pazar.  Em 23 de setembro, os Chetniks atacaram as forças albanesas na montanha Rogozna e a capturaram após uma batalha que durou um dia. O conflito na região entre as duas forças durou até o final de setembro. 
No final de outubro de 1941, os Chetniks e o destacamento partisan Kopaonik concordaram em atacar Novi Pazar juntos. Foi decidido que os Chetniks atacariam Novi Pazar pelo lado norte, enquanto os guerrilheiros atacariam pelo lado sul. 

## Forças
Os alemães seguiram a sua estratégia de proteger apenas pontos de vital importância durante a revolta na Sérvia. Para proteger a mina de chumbo, transferiram as suas forças de Novi Pazar para Mitrovica em 4 de outubro. Unidades armadas alemãs da Gendarmaria Albanesa foram deixadas para proteger a cidade.  No período entre 5 de outubro e 7 de dezembro de 1941 (quando as forças alemãs retornaram a Novi Pazar) todos os sérvios da cidade foram proibidos de deixar a cidade de acordo com a ordem de Hadžiahmetović, a fim de impedi-los de se juntarem aos chetniks ou para informá-los sobre o forças na cidade.
No dia 7 de outubro, o primeiro grupo de forças albanesas comandadas por Shaban Polluzha chegou a Novi Pazar. Hadžiahmetović enfatizou que este grupo transformou a povoada sérvia Ibarski Kolašin em pó e cinzas. Em outubro de 1941, o número total de forças albanesas que chegaram a Novi Pazar era de cerca de 500. Cerca de 100 forças muçulmanas de Tutin e Sjenica com forças de Bilall Dreshaj também vieram defender Novi Pazar. 

## Batalha

### Ataque no início de novembro em Novi Pazar
De acordo com o plano acordado, duas companhias do destacamento partidário Kopaonik sob o comando de Sveta Trifunović assumiram o controle da estrada entre Novi Pazar e Kosovska Mitrovica para evitar que as forças armadas albanesas usassem esta estrada para chegar à cidade. Um destacamento Chetnik juntou-se a eles e queimou algumas casas muçulmanas. No dia seguinte, as forças muçulmanas de Novi Pazar atacaram casas sérvias em Trnava e começaram a queimá-las. Os guerrilheiros os atacaram e os forçaram a recuar para Novi Pazar. Por causa da divisão entre Chetniks e Partidários, os Chetniks deixaram suas posições na frente conjunta Chetnik-Partidária em Kraljevo na noite entre 3 e 4 de novembro. Isto teve consequências diretas para a cooperação Chetnik-Partidária em Novi Pazar, onde as forças Partidárias deixaram as suas posições para preencher a lacuna em Kraljevo. 
Os Chetniks atacaram a cidade em 4 de novembro às 4h. Eles conseguiram avançar em direção à cidade até as 7h, quando os flancos traseiros de uma unidade Chetnik foram atacados por forças muçulmanas sob o comando de Bilall Dreshaj, Džemail Koničanin e Mullah Jakup . Isso causou consternação nesta unidade Chetnik, que recuou de posições já capturadas. As forças muçulmanas reagruparam-se e repeliram as forças Chetnik que avançavam noutra parte da frente (Petrova Crkva — Đurđevi Stupovi — Parničko brdo — Vidovo). As vítimas de Chetnik foram 83 mortos e 48 feridos, enquanto as forças de defesa tiveram 60 mortos e 23 feridos. 
O sucesso dos defensores na batalha foi comemorado em Novi Pazar, as pessoas agitaram bandeiras albanesas e gritaram glorificando a Grande Albânia. Bandos armados mataram dezenas de sérvios em Novi Pazar em apenas algumas horas. Os homens de Dreshaj carregaram cabeças decepadas presas nas baionetas de seus rifles e as jogaram no lixo. Para evitar mais assassinatos, Mulla Jakub propôs prender todos os sérvios com mais de 18 anos. Ahmetović aceitou esta proposta com a intenção de usar os sérvios presos como reféns nas futuras negociações com os Chetniks. 

### Ataque a Raška
Para fornecer forças, armas e munições adicionais, Hadžiahmetović enviou os seus homens para regiões vizinhas da Jugoslávia anexadas à Albânia e à Itália. Dentro de alguns dias, forças adicionais chegaram a Novi Pazar, principalmente do Kosovo, de modo que o número total de homens armados em Novi Pazar em 10 de novembro de 1941 era de cerca de 3.150. Várias armas, metralhadoras e munições também foram trazidas para a cidade. Isto encorajou Hadžiahmetović a tentar expandir as fronteiras da Grande Albânia, capturando Raška controlada por Chetnik. Para ganhar algum tempo, Hadžiahmetović concluiu um acordo de paz com os Chetniks em 10 de novembro de 1941. De acordo com este acordo, os muçulmanos garantiam segurança aos sérvios, enquanto os chetniks garantiam segurança aos muçulmanos que viviam no território sob seu controle.  Durante os dias seguintes, forças adicionais albanesas e muçulmanas chegaram a Novi Pazar. Em 14 de novembro, Hadžiahmetović tinha cerca de 5.000 homens armados e tomou a decisão de atacar Raška e queimar todas as aldeias sérvias da região. Em 15 de novembro, suas forças começaram a queimar várias aldeias sérvias e mataram muitas pessoas.
Em 16 de novembro, às 10h, as forças muçulmanas e albanesas atacaram Raška. Eles avançaram rapidamente em direção à cidade. A situação dos defensores tornou-se muito difícil, por isso Vojislav Lukačević, a pessoa de maior confiança de Mihailović, engajou-se pessoalmente na defesa da cidade.  Os aldeões das aldeias queimadas reuniram-se e juntaram-se aos defensores. Em 17 de novembro, pararam o avanço das forças de Hadžiahmetović e forçaram-nas a recuar. Os atacantes mataram 106 homens, enquanto os defensores mataram 34 homens, sem pessoas mortas durante o incêndio das aldeias. 

### Ataques no final de novembro e início de dezembro em Novi Pazar
Os Chetniks atacaram Novi Pazar novamente em 21 de novembro de 1941. Vojislav Lukačević, um dos associados mais próximos de Draža Mihailović, participou neste ataque. Durante este ataque, os Chetniks queimaram todas as aldeias muçulmanas, de Požega a Vučinići. Os chetniks não conseguiram capturar Novi Pazar e recuaram, sofrendo baixas de 42 homens mortos, enquanto os defensores tiveram 26 mortos. Ambos os lados tiveram cerca de 45 feridos. Em 5 de dezembro, a última tentativa Chetnik de capturar Novi Pazar falhou. Com base na informação falsa de que os comunistas capturaram algumas partes de Novi Pazar, as forças alemãs regressaram à cidade em 7 de dezembro de 1941. 
O epílogo da luta entre os chetniks e as forças muçulmanas e albanesas na região de Novi Pazar foi de 447 mortos (287 sérvios, 136 muçulmanos e 144 albaneses). As vítimas do terror das partes em conflito foram 115 sérvios e 61 muçulmanos. 